# Кубок СРСР з футболу 1955
Кубок СРСР з футболу 1955 — 16-й розіграш кубкового футбольного турніру в СРСР. Володарем Кубка вчетверте став московський ЦБРА.

## Зональний етап

### Зона 1
Перший раунд
| Команда 1                    | Рахунок  | Команда 2                  |
| ---------------------------- | -------- | -------------------------- |
| Команда м. Красноводська     | [ 1 ]    | Авангард (Свердловськ)     |
| Команда м. Воронежа          | 2 – 1 дч | ФШМ (Москва)               |
| Харчовик (Одеса)             | 5 – 1    | ФШМ (Київ)                 |
| Буревісник (Мінськ)          | 0 – 2    | Металург (Запоріжжя)       |
| Авангард (Ленінград)         | 1 – 2 дч | Спартак (Ужгород)          |
| Нафтовик (Баку)              | 3 – 2 дч | БО (Баку)                  |
| Буревісник (Кишинів)         | 8 – 0    | Сільгоспінститут (Кишинів) |
| Сарканайс металургс (Лієпая) | [ 2 ]    | Даугава (Рига)             |

1/4 фіналу
| Команда 1            | Рахунок  | Команда 2                    |
| -------------------- | -------- | ---------------------------- |
| Нафтовик (Баку)      | 12 – 1   | Команда м. Красноводська     |
| Металург (Запоріжжя) | 2 – 1 дч | Сарканайс металургс (Лієпая) |
| Команда м. Воронежа  | 4 – 2    | Буревісник (Кишинів)         |
| Спартак (Ужгород)    | 0 – 2 дч | Харчовик (Одеса)             |

Півфінали
| Команда 1           | Рахунок | Команда 2            |
| ------------------- | ------- | -------------------- |
| Нафтовик (Баку)     | [ 3 ]   | Харчовик (Одеса)     |
| Команда м. Воронежа | 1 – 0   | Металург (Запоріжжя) |

Фінал
| Команда 1           | Рахунок | Команда 2       |
| ------------------- | ------- | --------------- |
| Команда м. Воронежа | 0 – 1   | Нафтовик (Баку) |

### Зона 2
Попередній раунд
| Команда 1            | Рахунок | Команда 2              |
| -------------------- | ------- | ---------------------- |
| Крила Рад-3 (Москва) | 1 – 2   | Команда м. Калінінград |

Перший раунд
| Команда 1              | Рахунок  | Команда 2                  |
| ---------------------- | -------- | -------------------------- |
| Металург (Ленінабад)   | 1 – 7    | ОБО (Свердловськ)          |
| ОБО (Хабаровськ)       | 3 – 4 дч | Червоний Прапор (Іваново)  |
| Спартак (Калінін)      | 6 – 1    | ФШМ (Мінськ)               |
| Машинобудівник (Київ)  | 1 – 2    | Металург (Дніпропетровськ) |
| ОБО (Таллінн)          | 1 – 0    | Динамо (Таллінн)           |
| Спартак (Фрунзе)       | 0 – 3    | Команда м. Молотова        |
| Спартак (Самарканд)    | 1 – 10   | Спартак (Ташкент)          |
| Команда м. Калінінград | 2 – 0    | Авангард (Челябінськ)      |

1/4 фіналу
| Команда 1                 | Рахунок | Команда 2                  |
| ------------------------- | ------- | -------------------------- |
| Спартак (Калінін)         | 2 – 0   | Спартак (Ташкент)          |
| Команда м. Молотова       | 1 – 0   | ОБО (Свердловськ)          |
| ОБО (Таллінн)             | 0 – 3   | Металург (Дніпропетровськ) |
| Червоний Прапор (Іваново) | 1 – 0   | Команда м. Калінінград     |

Півфінали
| Команда 1                  | Рахунок | Команда 2                 |
| -------------------------- | ------- | ------------------------- |
| Металург (Дніпропетровськ) | 2 – 0   | Червоний Прапор (Іваново) |
| Команда м. Молотова        | 1 – 2   | Спартак (Калінін)         |

Фінал
| Команда 1                  | Рахунок | Команда 2         |
| -------------------------- | ------- | ----------------- |
| Металург (Дніпропетровськ) | 0 – 1   | Спартак (Калінін) |

### Зона 3
Перший раунд
| Команда 1                       | Рахунок | Команда 2          |
| ------------------------------- | ------- | ------------------ |
| Шахтар (Мосбас)                 | 3 – 1   | Команда м. Ступіно |
| Політехнічний інститут (Каунас) | 0 – 3   | Спартак (Вільнюс)  |
| Урожай (Алма-Ата)               | 3 – 1   | Динамо (Чимкент)   |

1/4 фіналу
| Команда 1          | Рахунок | Команда 2         |
| ------------------ | ------- | ----------------- |
| Локомотив (Харків) | 1 – 3   | Торпедо (Горький) |
| Урожай (Алма-Ата)  | 2 – 0   | Спартак (Вільнюс) |
| Шахтар (Мосбас)    | 0 – 2   | БОФ (Севастополь) |
| Енергія (Саратов)  | 5 – 0   | ФШМ (Ленінград)   |

Півфінали
| Команда 1         | Рахунок | Команда 2         |
| ----------------- | ------- | ----------------- |
| Спартак (Вільнюс) | 2 – 1   | Шахтар (Мосбас)   |
| Торпедо (Горький) | 3 – 2   | Енергія (Саратов) |

Фінал
| Команда 1         | Рахунок | Команда 2         |
| ----------------- | ------- | ----------------- |
| Спартак (Вільнюс) | 1 – 0   | Торпедо (Горький) |

### Зона 4
Перший раунд
| Команда 1                   | Рахунок | Команда 2            |
| --------------------------- | ------- | -------------------- |
| Червоний прапор (Ленінакан) | [ 4 ]   | Спартак (Єреван)     |
| ОБО (Петрозаводськ)         | 1 – 0   | Нафтовик (Краснодар) |
| Динамо (Кутаїсі)            | 1 – 2   | ОБО (Тбілісі)        |

1/4 фіналу
| Команда 1                   | Рахунок | Команда 2            |
| --------------------------- | ------- | -------------------- |
| ОБО (Київ)                  | 2 – 0   | ОБО (Львів)          |
| Червоний прапор (Ленінакан) | 0 – 1   | Торпедо (Сталінград) |
| Торпедо (Ростов-на-Дону)    | 1 – 3   | ФШМ (Тбілісі)        |
| ОБО (Петрозаводськ)         | 0 – 5   | ОБО (Тбілісі)        |

Півфінали
| Команда 1            | Рахунок | Команда 2     |
| -------------------- | ------- | ------------- |
| ФШМ (Тбілісі)        | 2 – 4   | ОБО (Київ)    |
| Торпедо (Сталінград) | 1 – 0   | ОБО (Тбілісі) |

Фінал
| Команда 1  | Рахунок | Команда 2            |
| ---------- | ------- | -------------------- |
| ОБО (Київ) | [ 5 ]   | Торпедо (Сталінград) |

## Фінальний турнір

### 1/8 фіналу
| Команда 1         | Рахунок  | Команда 2                   |
| ----------------- | -------- | --------------------------- |
| Динамо (Москва)   | 2 – 0    | Трудові резерви (Ленінград) |
| Торпедо (Москва)  | 1 – 2    | Спартак (Мінськ)            |
| Динамо (Тбілісі)  | 3 – 2 дч | Динамо (Київ)               |
| Зеніт (Ленінград) | 2 – 3    | Локомотив (Москва)          |
| ЦБРА (Москва)     | 3 – 2    | Крила Рад (Куйбишев)        |
| Спартак (Калінін) | 1 – 3    | Спартак (Москва)            |
| ОБО (Київ)        | 3 – 2    | Шахтар (Сталіне)            |
| Спартак (Вільнюс) | 3 – 0    | Нафтовик (Баку)             |

### 1/4 фіналу
| Команда 1        | Рахунок  | Команда 2          |
| ---------------- | -------- | ------------------ |
| Спартак (Мінськ) | 0 – 1 дч | Локомотив (Москва) |
| Динамо (Тбілісі) | 0 – 1    | ЦБРА (Москва)      |
| Спартак (Москва) | 3 – 1    | ОБО (Київ)         |
| Динамо (Москва)  | 2 – 0    | Спартак (Вільнюс)  |

### Півфінали
| Команда 1       | Рахунок | Команда 2          |
| --------------- | ------- | ------------------ |
| ЦБРА (Москва)   | 1 – 0   | Локомотив (Москва) |
| Динамо (Москва) | 4 – 1   | Спартак (Москва)   |

### Фінал
| 16 жовтня 1955 |

| ЦБРА                   | 2 – 1 | «Динамо» М |
| ---------------------- | ----- | ---------- |
| Агапов 18', 32' (пен.) | Звіт  | Рижкін 20' |

| «Динамо» (Москва) Глядачів: 60 000 Арбітр: Микола Латишев (Москва) |